# اسمون سایمون
آسمون سایمون (انگلیسی: Esmon Saimon؛ زادهٔ ۲۸ اکتبر ۱۹۵۵) سیاست‌مدار اهل وانواتو است. وی از ۱۷ ژوئن ۲۰۱۷ تا ۶ ژوئیه ۲۰۱۷ رئیس‌جمهور موقت وانواتو بود.